# 李轩 (1916年)
李轩（1916年—2008年1月2日），男，四川营山人，中华人民共和国政治人物。

## 生平
早年参加中国工农红军，并参加长征。抗日战争，出任皖北地委组织部部长、地委书记，参与中原突围。
中华人民共和国成立后，进入中华人民共和国地质部。1975年6月，任国家地质总局副局长。1979年11月，任地质部副部长。2008年1月2日在北京病逝。